# YUBA liga 1953
La YUBA liga 1953 è stata la 9ª edizione del massimo campionato jugoslavo di pallacanestro maschile. La vittoria finale è stata ad appannaggio della Stella Rossa.

## Regular season
|    | Squadra               | G | V | N | P | PF  | PS  | Pt. |
| -- | --------------------- | - | - | - | - | --- | --- | --- |
| 1. | Stella Rossa Belgrado | 6 | 5 | 1 | 0 | 380 | 305 | 11  |
| 2. | AŠK Lubiana           | 6 | 3 | 1 | 2 | 331 | 347 | 7   |
| 3. | Lokomotiva Zagabria   | 6 | 1 | 2 | 3 | 104 | 131 | 4   |
| 4. | Partizan Belgrado     | 6 | 1 | 0 | 5 | 329 | 359 | 2   |

| YUBA liga 1953         |
| ---------------------- |
| Stella Rossa 8º titolo |

## Formazione vincitrice
| N° | Naz.                  | Ruolo | Sportivo           |  | Alt. |  |
| -- | --------------------- | ----- | ------------------ |  | ---- |  |
|    | Jugoslavia (bandiera) |       | Aleksandar Gec     |  |      |  |
|    | Jugoslavia (bandiera) |       | Srđan Kalember     |  |      |  |
|    | Jugoslavia (bandiera) |       | Branko Nešić       |  |      |  |
|    | Jugoslavia (bandiera) |       | Ðorđe Konjović     |  |      |  |
|    | Jugoslavia (bandiera) |       | Vojislav Pavasović |  |      |  |
|    | Jugoslavia (bandiera) |       | Borislav Ćurčić    |  |      |  |
|    | Jugoslavia (bandiera) |       | Ladislav Demšar    |  |      |  |
|    | Jugoslavia (bandiera) |       | Ðorđe Andrijašević |  |      |  |
|    | Jugoslavia (bandiera) |       | Milan Bjegojević   |  |      |  |
|    | Jugoslavia (bandiera) |       | Borko Jovanović    |  |      |  |
|    | Jugoslavia (bandiera) |       | Dragan Godžić      |  |      |  |
|    | Jugoslavia (bandiera) |       | Obren Popović      |  |      |  |
|    | Jugoslavia (bandiera) |       | Rastko Radulović   |  |      |  |
|    | Jugoslavia (bandiera) |       | Milan Radivojević  |  |      |  |
|    | Jugoslavia (bandiera) | All.  | Nebojša Popović    |  |      |  |